# サミツミサ
サミツ ミサ（さみつ みさ、1995年7月9日 - ）は、日本の歌手。感情剥き出しの絶叫を武器に裸足で暴れ回るエモォショナルガァルズモンスタァ。コンセプトは「武器は楽屋に置いてきた。」。

## 人物
普段は天真爛漫で涙もろい食いしん坊。麺類を主食にし、食べ放題の店を好む。反して、美容への関心も深い。身長170cm。

## 略歴
- 2013年11月12日～ - モデル活動をしていた延長でセクシーガールズダンスユニット"JOY☆（ジョイスター）"に中途加入、初ステージは渋谷DESEO。しかし、翌月には解散の意向が発表される。
- 2014年2月12日 - 渋谷ruido K2にてソロシンガーとしてデビュー。以後、都内ライブハウスにハイペースで出演するなど精力的な活動を展開。
- 2014年3月29日 - 渋谷ruido K2にて自身の作詞によるオリジナル曲『さよなら青春』を初披露。
- 2014年3月31日 - 六本木BeeHiveにてJOY☆の解散ライブ。
- 2014年7月9日 - 生誕祭ライブを池袋ruidoK3にて行う。
- 2014年8月21日 - 1stシングル『さよなら、私の青春－。』発売記念ライブを渋谷ruido K2にて行う。
- 2015年1月 - 年明けから体調を崩し思うように声が出せなくなり肋骨が2本折れる惨事にも見舞われるが強行的にライブスケジュールをこなし続ける。
- 2015年2月1日～22日 - デビュー１周年月間企画として10公演で過去衣裳にしていたJK制服・ゴスロリ服・メイド服・デニム短パンなどを着用。
- 2015年2月20日 - 新宿ReNYで行われた一夜限りのJOY☆再結成ライブに参加。
- 2015年2月24日 - 2ndシングル『Princess is sleeping in the forestー眠り姫。』発売記念＆デビュー１周年記念ライブを池袋ruidoK3にて行う。莫大な資金を投じ制作した黒い衣裳で登場。
- 2015年5月23日 - 以前から患っていた喉の病が悪化、新宿HOLIDAYのライブを区切りに休養期間に入る。
- 2015年5月25日～30日 - 喉の手術の為に入院。無事に成功。
- 2015年6月14日～17日 - 復帰ライブを名古屋DT.BLD・赤坂BLITZ・池袋ruidoK3にて行う。以降、喉に配慮してライブの本数を控えるようになる。
- 2015年7月8日 - 生誕祭ライブを池袋ruidoK3にて行う。衣裳替えで2ndシングルのジャケットで着用の赤いドレスを披露。
- 2015年8月12日 - 3edシングル『破壊と創造-Re:BORN-。』発売記念ライブを渋谷ruido K2にて行う。これまでのセミロングの髪をショートカットにし、軍服をアレンジした衣裳で登場。
- 2015年8月26日 - 渋谷ruido K2で初披露の新曲『美食故に...』では暴食パフォーマンスを繰り広げる。
- 2015年11月22日 - 初主催『「蜜と罪-ミツトツミ-」vol.1』と初ワンマン『再生-Re:Birth-』の２部構成イベントを渋谷ruido K2にて行う。新曲『最後の幕』やドレッシーな新衣裳2点を初披露。
- 2016年2月12日 - デビュー2周年記念として『サミツミサ 2th Anniversary Special Live!! -Blood Valentine Day-』と題しSplash!をゲストに迎えた２マンライブを渋谷ruido K2にて行う。当日、Splash!のメンバーである星野亜里沙が病欠した為に迫畠彩とのタイマンライブとなってしまう。
- 2016年3月上旬～4月末日 - ライブ活動を休止。
- 2016年5月14日～ - 密室系メルヘンホラーユニット"地下室と少女。"を結成し"地下室タウンの王子様 ミス・パンプキン"と名のる。神楽坂TRASH-UP!!にてお披露目ライブ。以後、地下室と少女。としての活動が中心となる。
- 2016年7月9日 - 地下室と少女。のミス・パンプキンとのＷ生誕主催ライブ『「蜜と罪-ミツトツミ-」vol.2』を神楽坂TRASH-UP!!にて行う。この日を最後に引退するつもりだったことを告白。しかし、考えを改め活動の続行を表明。
- 2016年8月19日 - 地下室と少女。としての初ワンマン『～8月のハロウィン～』を神楽坂TRASH-UP!!にて行う。中盤にサミツミサ歌唱コーナーあり。
- 2016年10月18日 - 巣鴨獅子王にてサミツミサ史上最高の絶叫絶唱号泣ライブを挙行。最後に歌った『最後の歌』はソロ名義としては初披露。
- 2016年10月27日 - 地下室と少女。としての2ndワンマン『～最後のハロウィン～』とサミツミサとしての2ndワンマン『～さよなら、私の青春～』の2部構成ライブを池袋CYBERにて行う。この日をもってソロと地下室と少女。の活動を休止する。
- 2017年2月10日～7月10日 - 某アイドルユニットに籍を置く。それまでの個性を消し去りパーツとして決められた役割を果たす表現に徹する。
- 2017年9月16日 渋谷nostyleにて約１年ぶりのソロライブを行う。中盤に歌った『ＺなＧ（仮題）』はソロ名義としては初披露。

## テレビ
- テレビ東京 『ニッポン元気計画!眠れるスター目覚ましバラエティ“ハックツベリー”』（2014年）

## 舞台
- 東京シネマアカデミー『 放課後探偵　薔薇戦士 』脚本・演出：高梨由（2016年4月14日～17日 池袋シアターグリーンBIG TREE THEATERにて全6公演）

## インターネット配信
- SHOWROOM『佐光先生の一人バラエティー』（2014年3月～6月）※寿司開発、牛丼10杯完食、黒いたこやき、手作りフルコース等の実況
- SHOWROOM『サミツの晩餐』（2014年11月～2015年11月）
- ニコニコ生放送 神ちゃんねる『サミツミサの「美食の極み。」』（2016年2月6日～20日）※全2回、1月遅れの成人式、創作料理実況
- SHOWROOM『サミツのお時間』（2017年1月～）

## 雑誌
- SAMITSU MISA COLLECTION vol.1（2015年8月12日発行）※B5判8Pオールカラー 3edシングルの購入特典として配布
- SAMITSU MISA COLLECTION vol.2（2015年11月22日発行）※B5判8Pオールカラー 1stワンマンの入場特典として配布
- ケーエスプランニング LADYS RING SPECIAL 『サミツミサのプロレス初観戦日記。』（2016年2月29日発売）
- 宝島社 天使の深睡眠マクラBOOK アースカラー（2018年9月25日発売）※カバーモデル
- 宝島社 世界一やせる体幹エクササイズポールBOOK（2018年10月23日発売）※カバーモデル
- 宝島社 最新版 腰スッキリ 3Dウルトラ加圧サポーター極 BOOK（ローソン限定 2020年12月1日発売）※カバーモデル

## その他
- 東京ゲームショウ2018　アークシステムワークス株式会社出展ブース（2018年9月20日～23日 幕張メッセ）